# Olivier de Berranger
Olivier Jean-Marie Michel de Berranger IdP (ur. 10 listopada 1938 w Courbevoie, zm. 23 maja 2017) – francuski duchowny katolicki, biskup diecezjalny Saint-Denis w latach 1996-2009.

## Życiorys
Święcenia kapłańskie otrzymał 4 lipca 1964.
6 września 1996 papież Jan Paweł II mianował go biskupem diecezjalnym Saint-Denis. 19 października 1996 kardynał Jean-Marie Lustiger udzielił mu sakry biskupiej. 15 stycznia 2009 ze względu na wiek na ręce papieża Benedykta XVI złożył rezygnację z zajmowanej funkcji.
Zmarł 23 maja 2017.